# Robert Mohr (SS-Obersturmbannführer)
Robert Adolf Mohr, född 24 december 1909 i Frankfurt am Main, död 3 februari 1989 i Solingen, var en tysk jurist och SS-officer. Under andra världskriget var han bland annat befälhavare för ett mobilt insatskommando i Ukraina.

## Andra världskriget
I gryningen den 22 juni 1941 anföll Tyskland sin tidigare bundsförvant Sovjetunionen och inledde den omfattande Operation Barbarossa. Enligt Tysklands Führer Adolf Hitler innebar kriget mot Sovjetunionen ett ideologiskt förintelsekrig och den ”judisk-bolsjevikiska intelligentian” måste elimineras. Efter de framryckande tyska arméerna följde Einsatzgruppen, mobila insatsgrupper. Chefen för Reichssicherheitshauptamt, Reinhard Heydrich, gav insatsgrupperna i uppdrag att mörda judar, romer, partisaner, politiska kommissarier (så kallade politruker) och andra personer som ansågs hota Tredje rikets säkerhet. Beträffande insatsgruppernas massmord på judar mördades initialt endast män, men i augusti 1941 gav Reichsführer-SS Heinrich Himmler order om att massmordet även skulle inbegripa kvinnor och barn. Mellan juni och december 1941 mördades mellan 500 000 och 800 000 judiska män, kvinnor och barn.
Från november 1941 till september 1942 var Mohr befälhavare för Einsatzkommando 6 inom Einsatzgruppe C, som opererade i Ukraina. Under denna tid gav Mohr order om att minst 2 000 judiska män, kvinnor och barn samt psykiskt funktionshindrade personer och partisaner skulle mördas. Mohrs Einsatzkommando disponerade även en gasvagn.
I oktober 1942 utnämndes Mohr till Gestapo-chef i Darmstadt, varifrån han lät deportera judar till förintelseläger. I februari 1944 övertog han ledarskapet för Gestapo i Magdeburg.

## Efter andra världskriget
Mohr greps i juni 1945. Året därpå flydde han från ett läger i Nürnberg-Langwasser, men greps på nytt och internerades i Darmstadt. Ånyo rymde han och höll sig undan myndigheterna i tolv år, tills han 1959 arresterades och ställdes inför rätta. Den 13 december 1967 dömde Landgericht Wuppertal Mohr till åtta års fängelse. Han dömdes för att ha beordrat arkebuseringar och gasningar av tusentals människor i orterna Avdijivka, Berdjansk, Dnipropetrovsk, Horlivka, Grisjino, Igrin, Makijivka, Sjachty och Stalino. Bland offren ingick 800 patienter på en psykiatrisk klinik i Igrin i närheten av Dnipropetrovsk.